# Oh Won-jong
Đây là một tên người Triều Tiên, họ là Oh.
Oh Won-Jong (tiếng Hàn: 오원종; Hanja: 吳源鐘, sinh ngày 17 tháng 6 năm 1983) là một cầu thủ bóng đá Hàn Quốc thi đấu cho Busan TC.

## Sự nghiệp câu lạc bộ
Anh gia nhập đội bóng tại K League Gyeongnam FC trong đợt tuyển quân 2006. Ở Gyeongnam, anh thi đấu 4 trận ở giải vô địch, 4 trận ở cúp liên đoàn. Một năm sau, anh chuyển đến đội bóng tại Giải Quốc gia Hàn Quốc, Gangneung City FC. Anh thi đấu 21 trận, ghi 4 bàn thắng, và có 1 pha kiến tạo cho Gangneung. Từ năm 2009, Oh thi đấu tại đội bóng mới Gangwon FC với tư cách thành viên sáng lập. Ngày 29 tháng 11 năm 2010, anh gia nhập Sangju Sangmu FC để thực hiện nghĩa vụ quân sự. Ngày 3 tháng 9 năm 2012, anh xuất ngũ và trở lại Gangwon FC.

## Thống kê sự nghiệp câu lạc bộ
Tính đến 3 tháng 9 năm 2012
| Thành tích câu lạc bộ | Thành tích câu lạc bộ | Thành tích câu lạc bộ  | Giải vô địch | Giải vô địch | Cúp     | Cúp       | Cúp Liên đoàn | Cúp Liên đoàn | Tổng cộng | Tổng cộng |
| Mùa giải              | Câu lạc bộ            | Giải vô địch           | Số trận      | Bàn thắng    | Số trận | Bàn thắng | Số trận       | Bàn thắng     | Số trận   | Bàn thắng |
| Hàn Quốc              | Hàn Quốc              | Hàn Quốc               | Giải vô địch | Giải vô địch | Cúp KFA | Cúp KFA   | Cúp Liên đoàn | Cúp Liên đoàn | Tổng cộng | Tổng cộng |
| --------------------- | --------------------- | ---------------------- | ------------ | ------------ | ------- | --------- | ------------- | ------------- | --------- | --------- |
| 2006                  | Gyeongnam FC          | K League               | 4            | 0            | 1       | 0         | 4             | 0             | 9         | 0         |
| 2007                  | Gangneung City FC     | Giải Quốc gia Hàn Quốc | 6            | 2            | 0       | 0         | -             | -             | 6         | 2         |
| 2008                  | Gangneung City FC     | Giải Quốc gia Hàn Quốc | 15           | 2            | 1       | 0         | -             | -             | 16        | 2         |
| 2009                  | Gangwon FC            | K League               | 16           | 4            | 2       | 0         | 3             | 0             | 21        | 4         |
| 2010                  | Gangwon FC            | K League               | 8            | 0            | 1       | 0         | 1             | 0             | 10        | 0         |
| 2011                  | Sangju Sangmu Phoenix | K League               | 3            | 0            | 0       | 0         | 2             | 0             | 5         | 0         |
| 2012                  | Sangju Sangmu Phoenix | K League               | 0            | 0            | 0       | 0         | -             | -             | 0         | 0         |
| 2012                  | Gangwon FC            | K League               | 0            | 0            | 0       | 0         | -             | -             | 0         | 0         |
| Tổng cộng sự nghiệp   | Tổng cộng sự nghiệp   | Tổng cộng sự nghiệp    | 52           | 8            | 5       | 0         | 10            | 0             | 67        | 8         |